# فارس براهمية
فارس براهمية (من مواليد 24 يناير 1990 في سانت لويس ) هو لاعب كرة قدم فرنسي من أصل جزائري يلعب حاليًا كلاعب وسط الجناح الأيمن لنادي الدوري الفرنسي الدرجة الرابعة إف سي ميلوز.

## مشواره الكروي
في عام 2003، انضم براهمية إلى صفوف الناشئين في نادي ستراسبورغ المحلي. في عام 2008، كان عضوًا في فريق ستراسبورغ تحت 18 عامًا الذي وصل إلى الدور نصف النهائي من Coupe Gambardella قبل أن يخسر أمام نادي ستاد رين .
في بداية موسم 2009-2010، على الرغم من أنه لم يكن لديه سوى عقد هواة، رُقي براهمية إلى فريق ستراسبورغ الأول. في 2 أكتوبر 2009، ظهر لأول مرة مع نادي نادي ستراسبورغ، حيث بدأ في مباراة في الدوري الفرنسي الدرجة الثانية ضد نادي أنجيه. في 15 يناير 2010، سجل هدفه الأول في الدوري لصالح ستراسبورغ بفوز 4-1 على ستاد لافالوا. في 21 أبريل 2010 وقع براهمية عقدًا لمدة ثلاث سنوات مع النادي.

## روابط خارجية
- فارس براهمية على موقع قاعدة بيانات كرة القدم.إي يو (الإنجليزية)
- فارس براهمية على موقع Soccerway.com (الإنجليزية)
- فارس براهمية على موقع عالم كرة القدم.نت (الإنجليزية)